# Palais des expositions et des congrès d'Oviedo
Le palais des expositions et des congrès d'Oviedo (Asturies) appelé familièrement par les espagnols « El Centollo » est une construction moderne conçue par l'architecte valencien de renommée internationale Santiago Calatrava Valls. Inauguré en mai 2011, l'ensemble du bâtiment utilise une structure de béton blanc, d'acier peint en blanc et de verre

## Fiche technique
Le palais des expositions et des congrès d'Oviedo, est un bâtiment elliptique d'une superficie totale de 15 640 m2, comprenant trois étages, un grand hall d'entrée et une salle principale pouvant accueillir plus de 2 000 personnes.
La structure est composée d'une couverture mobile, en forme de coque, à nervures d'acier d'une longueur de 50 à 100 mètres.
Le rez-de-chaussée comporte la salle d'exposition d'une superficie de 2 300 m2, une salle de réunion d'une capacité de plus de 200 personnes et une salle polyvalente de 410 m2. Au premier étage se trouve l'auditorium de 2 144 places couvert par un dôme blanc de 45 m de haut, un second étage avec des restaurants, 165 boutiques, un bowling et un supermarché un troisième étage de 12 salles de réunion.
Les bâtiments annexes en forme de U et d'une superficie de 11 196 m2, contiennent la zone des services administratifs du gouvernement de la Principauté des Asturies, un hôtel de 150 chambres et un parking de 1 777 places.

## Travaux
- Mars 2003 : démolition de l'ancien stade de football Carlos Tartiere.
- Juin 2003 : commencement des fondations.
- Août 2003 : commencement des travaux de la réalisation.
- Janvier 2005 : présentation de la structure métallique.
- Septembre 2007 : les bâtiments des services administratifs de la Principauté des Asturies sont livrés.
- 3 mars 2008 : cérémonie officielle d'ouverture du centre commercial.
- 4 mars 2008 : ouverture officielle du centre commercial au public.
- Avril 2010 : les travaux reprennent après la crise économique.
- Mai 2011 : inauguration du Palais.